# 팬스타
팬스타(영어: Panstar, 일본어: パンスター)는  대한민국의 선박 운수 및 종합물류 회사로, 1990년 팬스타엔터프라이즈로 창립되었다.
주요 운항 선박은 오사카를 정기적으로 주3회 운행하는 여객선 팬스타드림호와 도쿄, 가나자와, 쯔루가와, 나고야를 오가는 정기 화물선 산스타드림, 팬스타지니1, 팬스타지니2로 구성되어 있다.
대한민국 최초로 페리와 크루즈를 결합하여 크루즈 사업을 시작했으며, 대한민국 최초로 선사가 일본 통관 면허를 획득하여 고품질의 물류서비스를 제공하고 있다.
일본철도(JR)를 연계한 일본 전역의 화물운송 그리고 한-일, 한-중간 페리를 국내 육상운송과 연결하는 랜드브릿지 서비스도 대한민국 최초이다.
2002년, 국내 최초 부산-오사카 항로 서비스를 개시하여 2004년 부산주말크루즈 서비스를 개시하였다. 국적선 최대, 최고의 시설을 갖춘 팬스타드림호는 다양한 규모와 타입의 객실, 회의 시설 및 공연장을 완비하고 있어 어떤 규모의 단체라도 서비스가 가능하다. 품격 있는 객실과 다양한 편의시설, 풍성한 이벤트로 국적선 최대, 최고의 시설을 갖추고 있다. 도심에 위치하여 접근이 편리한 터미널은 공항 대비 짧고 빠른 수속 시간을 자랑하며, 흥겨운 공연과 부대서비스, 최고급 선내 뷔페로 선박 여행의 또 다른 즐거움을 만끽할 수 있다.
2023년 2월부터 대마도 고속선인 팬스타쓰시마링크호를 취항하여 부산-대마도 정기 노선을 운항하고 있다.
또한 2025년 초 완성을 목표로 국내 최초 호화 크루즈페리인 '팬스타 미라클호' 건조에 들어갔다. 팬스타 미라클호는 2만2000톤, 길이 171m, 폭 25.4m에 이르는 호화 크루즈페리로 102개 객실에 승객 355명을 수용할 수 있다. 20피트 컨테이너 254개도 실을 수 있다.

## 역사
일본과 한국을 연결하는 정기 해상 수송 루트 중 오사카와 부산을 연결하는 것은 팬스타가 운항하는 팬스타드림이 유일한 정기 카페리이다. 한국의 화물집하회사(NVOCC)를 운영하고 있던 한국인 사업가 김현겸 회장이 한국 정부와 일본 당국에 일해 항로면허를 취득한 뒤 2002년에 항로 개설에 성공하였다.
세토 내해를 달리는 오사카 항로는 항해 거리가 길지만, 승객의 생활 시간, 하선지에서의 시내 이동 시간 등을 생각하면 효율적으로 운영할 수 있는 것에 주목해 항로 개설을 계획한 것이다. 경제속력이라고 하는 평균 선속 20 노트 이하에서도, 부산항을 오후 3시에 출발해, 부산 입항은 아침 10시에 설정할 수 있다(역항도 같은 시간이 가능). 정박시간인 10시부터 오후 3시까지 통관이나 하역, 승객 승하선 등을 실시함으로써 24시간을 효율적으로 사용하는 데일리 서비스를 실현할 수 있었다. 항해 시간이 짧으면 배가 이른 아침에 부산 근교에 도착하고 항만 영업 개시까지 교외에서 대기하는 등의 로스 타임도 있어 선원의 워킹 타임을 고려해도 오사카-부산 페리로서는 효율적으로 시간을 활용하는 운항을 할 수 있다.
또 이것은 야간 운항이 당연한 세토나이카이의 페리에 비해 낮 시간에 세토나이카이를 항해, 세토우치의 절경을 바라보면서 크루즈한다는 장점도 있고, 마찬가지로 부산에서도 밝은 사이에 쓰시마 가까이를 달리는 것으로, 한일해협의 경관을 즐길 수 있는 등 관광 항로로서의 매력을 발휘할 수 있게 되어, 물류, 여객 수송(관광)을 목표로 하는 페리로서의 평가를 이길 수 있게 되었다.
이 항로에 투입하고 있는 팬스타 드림은, 상선 미쓰이계 의 블루 하이웨이 라인(당시, 나중의 상선 미쓰이 페리 )이 오사카-나치 카츠우라-고치 항로 투입용으로서 1997년에 미쓰비시 중공 시모노세키 공장에서 건조한 페리 후라와 아쿠로시오」를 매선 한 것. 상선 미쓰이 그룹의 페리 항로 재편으로 잉여가 된 페리를 구입. 한국적으로 돌아가 2002년 항로 개설 때부터 부산-오사카 항로에 투입하고 있다. 중고 페리라고는 해도 건조 후 5년밖에 되지 않는 신예선을 구입할 수 있었던 것도 이 사업에 대한 추풍이 되었다.
그 후, 한국 내 관광 크루즈 사업을 충실히 하고 싶다는 의욕을 가지는 동사는, 2004년, 화물 수송 수요가 적은 토·일요일에 승객만을 태운 원나잇크루즈 서비스를 개시, 당초는 부산항 내에서의 불꽃놀이 감상과 바비큐 등, 그리고 점차 쓰시마 주변의 일본 영해까지의 운항(무기항)을 전개, 한국민에게 레인저 크루즈를 제공하고 있다.
게다가 경험을 쌓았기 때문에 외국 크루즈선 한국 내 판매도 운영하고 있어 해양레저 사업 진출을 추진하고 있다.
한편 물류부문에서는 2007년 RORO 선(주) PANSTAR SUNNY와 PANSTAR HONEY를 구입해 부산-오사카의 화물수송을 시작했다.
부산항은 동북아 물류의 핵심으로 허브포트를 목표로 하고 있으며, 이러한 한국정부의 정책에도 이바지하는 사업의 전개를 추진하고 있으며, 앞으로 RORO선의 도입을 적극화, 가나자와, 쓰루가, 도쿄 (요코하마), 나고야, 시모노세키(조슈 데지마) 등 일본 해상 물류의 거점 항과 부산을 연결하는 역할을 하고 있다.
또한 이러한 물류의 충실과 함께 일본에서 중국으로의 일관 수송을 실현하기 위해 중한간을 연결하는 이시시마 페리와 제휴, 산동반도의 석도와 한국 남서부의 모토야마를 해상 루트로 연결하고, 산에서 화물을 마산, 부산까지 육송한 뒤 오사카까지 팬스타가 운반하는 Korea land bridge 서비스를 시작, 중국/한국/일본을 40시간 만에 연결하고 있다. 이것은 비행기편으로 중국/일본을 연결하는 수송과 통관이나 육상에서의 취급 시간을 포함하면 거의 같은 리드 타임을 실현, 새로운 물류 루트가 되고 있다.

## 연혁
1990. 07 (주)팬스타엔터프라이즈 설립
1994. 12 육상화물운송계열사(주)팬스타트리 설립
1999. 01 외항화물운송계열사(주)팬스타라인닷컴 설립
        08 일본현지법인(주) 산스타라인 설립
2001. 06 부산-오사카간 외항 여객운송사업면허취득㈜팬스타라인닷컴
2002. 02 PANSTAR DREAM호 도입
        04 부산-오사카간 여객운송면허 취득
        04 PANSTAR DREAM호 오사카 기항
2004. 12 부산 주말 원나잇크루즈 운항 개시
2006. 11 오사카 세관 통관 면허 취득 (주)산스타 라인
2007. 03 (주)산스타라인 여행업 면허 취득
        04 PANSTAR SUNNY호 도입
        04 부산-오사카간 데일리 서비스 개시(2호선 취항)
        04 PANSTAR HONNY호 도입
        05 PUE (PanStar Ultra Express) 서비스 시작
2008. 04 복합 해상 여객 운송 사업 면허 취득(정기 페리 및 크루즈 운항) (주)팬스타라인닷컴
        04 대한민국 최초의 국제/국내 연안 크루즈 취항
        06 일본 현지 철도 화물 운송 허가 취득 ㈜산스타라인
        12 일본 현지 도쿄 세관 통관 면허 취득 ㈜산스타라인
2009. 01 부산-고베 항로 운항 개시
        02 (주)팬스타라인닷컴 에어부산 에어 크루즈 상품 판매
        07 부산-오사카 정기 크루즈 개시
2010. 01 PKLB(PanStar Korea Land Bridge) 서비스 개시
        07 SANSTAR DREAM호 오사카 쓰루가 취항
        10 부산-오사카 크루즈 승객 100만명 돌파
2011. 02 항만 운송 사업(일반 하역업) 등록 (주)팬스타트리
        06 한려해상국립공원 크루즈 시범운항
        12 물류 서비스 계열사 (주)팬스타 신항 국제물류센터 설립
2012. 06 여수 엑스포 원나잇크루즈 취항
        08 STARLINK ONE호 도입
        11 (주)팬스타 국토해양부외항 정기화물운송사업 등록
        11 STARLINK ONE호 쓰루가, 가나자와 취항
2013. 01 STARLINK ONE호 오사카 취항
        08 부산항 원나잇크루즈 승객 10만명 돌파
        09 한일해운사 최초의 고속화물 FERRY 도쿄 출항
        12(주)팬스타 신항 국제물류센터 개장
2014. 04 STARLINK HOPE호 오사카 취항
        08 (주)팬스타트리 한국선급안전관리 적합 증서 획득
2015. 01 (주)팬스타트리 마산아이포트(키포신항) 하역 서비스 개시
        02 팬스타 드림호 선박보험 10억 달러 가입(국적여객선사 최초 단일선박 1조원 보험)
        03 STARLINKONE호 마산아이포트 취항
        03 제1종화물이용운송사업면허
        10 팬스타 고속화물 페리 STARLINK HOPE호 요코하마 취항
        12(주)헤스본(주)팬스타 엔터프라이즈(KOSDAQ054300)로 사명 변경
        12 외국인 국제 제2종화물 이용 운송 사업 면허
2016. 01 (주)팬스타화물운송사업 AEO(종합인증 우수업체)
        04 (주)팬스타엔터프라이즈 부산-쓰시마간 대한해협 원나잇크루즈 취항
        04 (주)팬스타라인닷컴 선사부문 AEO(종합인증 우수업체) 인증 획득
        07 버스 사업 면허(산스타라인)
        10 팬스타 고속화물 페리 STARLINK HOPE호 중국 이시시마 취항
2017. 01 코스타 네오로만티카호 정통 크루즈 PSA 계약 체결 및 상품 설명회 개최
        02 국내 최초 사물 인터넷 기반 스마트 선박 애플리케이션 시스템 개발
        07 신정보시스템 HELIOS 오픈
       09 PANSTAR GINIE1호 도입
        11 팬스타 고속화물 페리 부산-나고야 취항
        12 PANSTAR GINIE2호 도입
2018. 03 오사카시 스미노에구와 파트너십 협정 체결(산스타 라인)
04 팬스타 고속화물 페리프산-시모노세키 취항
        04 통관업(시모노세키)
　　  12 크루즈 오브 더 이어 특별상 수상(산스타라인)
2022. 07 팬스타 호화크루즈페리 신조 발주
2023. 02 팬스타쓰시마링크호 취항

## 그룹 및 계열사
(주)팬스타
외항에서의 화물운송업, 국제물류선박사업, 해운 대행업
(주)팬스타엔터프라이즈
코스닥 상장, 자동차 정비 기기, 크루즈 여객 서비스, 국제특송
팬스타엔터프라이즈는 국내 최초로 X-TYPE 리프트를 개발하였고, 업계 최초로 국가공인 시험기관의 안전검사에 합격, Q마크를 획득하였다.
자동차 종합 정비기기 브랜드 ‘헤스본(HESHBON)’은 검증된 기술력을 바탕으로 다양한 기종의 리프트와 타이어 휠 밸런스, 타이어 탈착기, 휠 얼라인먼트 등 하이테크 장비를 개발하여 시장을 선도하고 있다.
2001년 기업부설연구소를 설립하여 신제품 개발에 매진하고 있으며, 2002년 코스닥 시장에 상장하였다. 정비기기의 선진국이라고 할 수 있는 미국과 유럽, 일본 시장을 비롯하여 세계 40여 개국에 판매망을 구축하여 세계인과 만나고 있다.
헤스본 정비기기는 유럽 안전 인증 마크인 CE마크를 획득함으로써 세계 속에서도 그 품질과 안전성을 인정받고 있다.
팬스타고속화물페리를 주축으로 하는 신개념 팬스타 국제해상특송서비스 'PIEX(PanStar International Express)'로 한·중·일 E-Commerce를 더 빠르게 확장시킨다.
팬스타가 현지 물류에서 포장, 통관, 보세운송, 해상운송 등 국제특송의 모든 절차를 운용하여 효율을 극대화한 국제특송화물서비스 PIEX로 새로운 국제물류서비스를 제공한다.
오사카, 도쿄, 나고야, 시모노세키, 쓰루가 등 일본의 주요항을 직항하여 일본 본토 전 지역으로 데일리 급송 서비스를 실현하며 현지법인으로서는 처음으로 오사카, 도쿄에서 통관 면허 획득, 국제 운송서비스와 수출입 직통관서비스를 통해 ONE-STOP SERVICE 제공한다. 인천·평택항에 집중된 특송화물을 부산항에 분산·반입하기 위해 2020년 부산항에 설치된 용당세관 국제특송화물통관장을 통해 급증하는 일본·중국발 전자상거래 특송화물 처리 팬스타는 부산 용당세관 국제특송장에 1호 특송업체로 등록, 최적화된 서비스 제공하고 있다.
(주)팬스타라인닷컴
크루즈 및 외항 여객 운송 사업
팬스타는 일본 산업 중심지이자 한신, 케이힌 등 주변 지역과의 접근성이 탁월한 오사카를 직항함으로써 수출입자 간의 시간적 거리를 최소화하였다. 또한 일본 서안 지역의 중심 포트 중 하나인 쓰루가를 직항함으로써, 일본 본토의 전 지역으로 데일리 급송 서비스를 실현하고 있다. 자체 통관면허로 당일 통관, 당일 하역 시스템을 구축하고 자체 페리선박 으로 한·일간을 18시간 만에 운항하는 등 한·일간 Door to Door Lead Time이 2일만에 가능한 초특급 서비스를 개발하였다.
또한 PanStar Korea Land Bridge는 중국 산둥반도 등 중국 전지역에 취항하고 있는 한-중 카페리와 한-일 항로에 취항하고 있는 팬스타페리를 육상 보세운송으로 연결함으로써 중국에서 일본 오사카, 도쿄, 쓰루가까지 3일 이내(리드타임 40시간)에 도착 가능하게 만든 서비스이다. 중국에서 일본까지 AIR 또는 AIR&SEA서비스를 통해 운송되던 화물을 기존 서비스에 준하는 Lead-Time내에 수송해 화주에게 물류비 절감이 가능하게 해주는 서비스 루트를 구축하였다.
이 외에도 팬스타 페리로 중국 석도항-부산항-일본 도쿄항과 나고야항을 다이렉트로 운항하여 한-중, 중-일 구간내 최단시간으로 화물 배송이 가능한 해상 서비스(Trilateral Sea-highway PanStar Service, T.S.P.S)와 일본 주요 도시의 수출입 화물을 Port 서비스가 되지 않는 내륙 어디라도 2일 이내에 배송하는 서비스(PanStar Ultra Express, P.U.E)가 있다.
(주)팬스타트리
내륙 운송 하역선 선원 관리 컨테이너 임대 사업 터미널 운영
국내 여객·고속페리선을 관리해 온 노하우가 적용된 선박관리시스템과 재무관리시스템을 통해 효과적으로 선박관리 업무를 수행하고 있으며, 선주사가 선박의 운항정보 및 관리상태를 온라인으로 확인할 수 있는 모니터링 서비스와 정기적인 관리보고서를 제공한다.
특히 여객선 관리, 승무원 양성, 선내 서비스 운영 등 다년간의 경험을 토대로 여객선의 관리·운용을 위한 최상의 솔루션을 제공하고 있다.
(주)팬스타테크솔루션
선박 엔지니어링
선박에 설치되는 Ballast Water Management System 및 SOx Scrubber의 설치 솔루션을 제공한다.
전문 기술을 가진 엔지니어 및 판매영업팀이 다양한 설치 경험을 바탕으로 전 세계의 조선소와 선주를 지원하고 있으며 기본 개념에서부터 설치 솔루션까지 고객에게 수준 높은 기술 서비스를 제공하고 있다.
㈜팬스타신항국제물류센터(BNGD)
부산항 신항 자유무역지역 내 입주하여 화주와 선주, 입주업체의 조세 혜택으로 물류비에 대한 가격경쟁력을 가지고 있다.
고부가가치 작업 (조립, 분해, 가공, 수리, 검사, 재포장 등) 및 환적화물 거래의 최적 장소에 있으며, 일관 조작의 책임 전담자를 배치하여 실시간 감독 및 보고 체제를 갖추고 있다.
또한 기능별 창고 전용 특수 하역장비 배치로 기동성과 안전성을 확보하고 있다. 해외 거점 구축 및 글로벌 물류기업들과의 제휴를 통하여 고부가가치 물류서비스 개발에 주력하고 있다.
(주)팬스타인프라건설
팬스타인프라건설(PanStar Infra Construction)은 2021년 11월에 등록되었으며 서울특별시 중구에 본사를 둔 팬스타그룹 계열의 종합건설업체로 전문적인 건축 기술자들을 보유하고 건축공사업 면허를 소지하고 있다.
선박을 포함하여 팬스타가 소유 중인 건물 및 특수 시설물들의 유지 보수 관리 업무 수행과 포스코건설사와 협력업체 관계로 포스코의 생산제품인 포스아트를 이용하여 내⦁외장 전문 시공업을 독점하여 맡고 있으며, 주택 또는 상가의 신축 및 개축과 시행은 물론 공공시설물의 리모델링까지 건축 분야의 전반적 건설업을 수행하고 있다.
건축 전문 프로그램과 전문 작업 기술자를 보유하고 있기에 건축계획, 디자인, 3D이미지 구축, 구조계산, 도면 등 건축 전반에 대한 능력을 보유하고 있어 견적 제안부터 설계, 시공 및 준공까지 건축 건설 전체적 과정에 대하여 고객들의 요구에 성실히 임하고 있다.
산스타 라인
국제 운송, 국제 물류, 운송 서비스, 통관, 운송 대행, 여행사, 버스 사업
한·일간화물취급과 운송을 제공하는 종합물류기업
산스타라인은 일본에서 국제해상정기운송업, 선박대리점업, 포워딩업, 통관업, 창고업, JR철도운송업, 트럭운송업 등을 운영하는 국제 종합 물류 기업이다.
현지법인으로서는 처음으로 오사카와 도쿄에서 통관면허를 취득하고, 한국 및 중국의 화물이 일본 도착 당일 즉시 통관, 창고 작업 및 육상 운송이 가능한 서비스를 제공하고 있다. 이러한 페리 선박을 기반으로 한 복합 물류 서비스를 결합하여 항공 운송 대체가 가능한 Lead Time을 실현하여 항공운송보다 훨씬 우수한 물류비용 절감을 실현하고 있다. 또한, 2008년 6월에는 일본 국내의 철도 수송 면허를 취득해 일본 전역 140여개의 철도 터미널을 제휴하는 네트워크를 이용한 페리와 철도 운송 서비스를 개시하여 일본, 한국, 중국을 하나로 연결하고 물류 비용 절약과 서비스의 다양성을 확보해 적재 적소에서 유연한 대응이 가능한 경쟁력을 가지고 있다.
일본의 통관 면허 (오사카, 도쿄, 시모노세키)와 일본 JR 철도 수송 면허 보유 통관면허, 수송면허 보유, 일본 내 화물의 직통관 시스템의 물유체 시스템 및 정보 시스템 보유 정보 및 업무 시스템 보유 국제운송서비스를 이용하여 일본 전역 DOOR TO DOOR SERVICE 제공, DOOR TO DOOR SERVICE 권한 취득 목록
SP Trading Co., Ltd.
국제무역 면세점 사업 컨테이너 임대 사업

## 항로

### 화물
BUSAN → SHIDAO
매주 목요일 13시 부산 출항
매주 금요일 9시 석도 입항
BUSAN → OSAKA
매주 일, 화, 목요일 15시 부산 출항
다음날 10시 오사카 입항
BUSAN → TOKYO
매주 토요일 23시 부산 출항
매주 월요일 09시 동경 입항
PYEONGTAEK, BUSAN → OSAKA, NAGOYA
매주 토요일 01시 평택 출항, 일요일 12시 부산 출항
매주 월요일 9시 오사카 입항, 화요일 8시 나고야 입항
BUSAN, MASAN → TSURUGA, KANAZAWA
매주 수요일 12시 마산, 16시 부산 출항
매주 목요일 12시 츠루가, 금요일 08시 카나자와 입항
SHIDAO → OSAKA
매주 월, 수, 토요일 19시 석도 출항
매주 화, 목, 일요일 9시 군산 입항
매주 화, 목, 일요일 15시 부산 출항
매주 수, 금, 월요일 10시 오사카 입항
OSAKA → SHIDAO
매주 월, 수 15시 / 금 17시 오사카 출항
매주 화, 목 10시/토 12시 부산 입항
매주 화, 목, 일요일 18시 군산 출항
매주 수, 금, 월요일 9시 석도 입항
SHIDAO → NAGOYA
매주 금요일 19시 석도 출항
매주 화요일 8시 나고야 입항
NAGOYA → SHIDAO
매주 화요일 14시 나고야 출항
매주 금요일 9시 석도 입항
SHIDAO → TOKYO
매주 금요일 19시 석도 출항
매주 월요일 9시 동경  입항
TOKYO → SHIDAO
매주 월요일 19시 동경 출항
매주 금요일 9시 석도 입항
※ 출항 당일 오전 반입 (단, 평택은 출항 전일 반입)
   입항 당일 통관 및 반출 가능

### 여객

#### 오사카
일본의 과거와 현재, 미래가 공존하는 관서지방을 직항하는 유일의 국적 여객선이다. 일본 해상 국립공원인 세토나이카이를 경유하며, 관문대교 야경, 세계 최장 현수교인 아카시 해협대교의 절경을 볼 수 있다. 흥겨운 선상 이벤트와 환상적인 일몰, 일출을 감상하며 크루징의 여유와 낭만을 느낄 수 있다는 것이 특징이다. 또한 일본 중심으로 가는 유일한 크루즈로써 터미널과 시내 중심지가 가까워 접근성이 뛰어나다.
https://www.panstarcruise.com/osaka/cruise_ferry.html

#### 대마도
팬스타 쓰시마링크호에 승선하면 부산에서 가장 빠르게 갈 수 있는 일본, 대마도 히타카츠까지 1시간 10분, 이즈하라까지는 2시간 10분으로 대마도에 갈 수 있다. 삼나무에 원시림을 더한 이색적인 자연을 즐길 수 있는 시라다케, 풍부한 어자원으로 감성돔, 참돔 등 갯바위 낚시를 즐길 수 있는 슈시만, 물이 맑고 수심이 깊지 않아 어린이를 동반하기 좋은 미쓰시마치 해변 등 볼거리가 풍부하다. 특히 팬스타 쓰시마링크호는 고속선 최초로 선내 환전 서비스를 제공하고 있으며, 면세품 사전 주문, 보다 편안한 여행이 될 수 있는 리클라이너석으로 된 프리미엄석 운영 등 승객의 편안하고 안전한 여행을 책임지고 있다.
https://www.panstarcruise.com/daemado/cruise_ferry.html

#### 원나잇크루즈(부산항, 대한해협)
부산항 국제여객터미널에서 출발하여 태종대, 오륙도, 동백섬등 부산의 아름다운 연안을 지나 광안리에서 정박 후 환상적인 야경을 감상하며 1박하는 상품이다. 갑판 출항 이벤트, 브릿지투어, 마술쇼, 승무원 공연, 매 항차 달라지는 체험이벤트 등 풍성한 이벤트와 퍼포먼스, 수천 발의 선상 불꽃쇼, 정갈한 선내 뷔페를 한 번에 즐길 수 있다. 매월 셋째 주에 진행되는 대한해협 원나잇크루즈는 대한해협 국경 근접을 조망하며, 국제크루즈의 특권인 면세 쇼핑과 더욱 다양한 선내이벤트를 만나볼 수 있다.
https://www.panstarcruise.com/busan/weekendcruise.html

## 보유 선박
팬스타드림
국제 톤수 21,688톤 급이며 재화중량톤수(Summer DWT)는 4,031톤이다.  최고 속도는 22.7노트(42.04km/h), 승객 정원 545명이다. 1997년에 건조되었으며 한국 국적이다. 선박길이는 160m, 폭은 25m이며, 지하 3층, 지상 4층의 대형 선박이다. 기상에 큰 영향을 받지 않고 운항할 수 있으며, 선체 흔들림을 감소시켜 주는 스테빌라이저를 장착하고 있다.
총 객실 수 122개이며, 카페, 라운지, 사우나, 노래방, 테라피하우스, 회의실, 레스토랑, 편의점, 면세점 등 다양한 시설을 보유하고 있다.
쓰시마링크호
총 톤수 668톤 급이며 하기 재화중량톤수(Summer DWT)는 62톤이다. 최고 속도는 40노트(74.08km/h), 승객 정원은 425명이다. 2001년에 건조되었으며 한국 국적이다. 선박길이는 52.4m, 폭은 11.8m이다.
산스타드림
총 톤수: 11,820MT, 길이: 149.57m, 속도: 21.5노트, 화물 용량: 210TEU
팬스타지니1
총 톤수: 13,682MT, 길이: 161.13m, 속도: 18.00노트, 화물 용량: 264TEU
팬스타지니2
총 톤수: 13,681MT, 길이: 161.13 m, 속도: 18.00 knots, 화물 용량: 264 TEU
과거 선박
팬스타 허니 총 톤수: 14,036MT, 길이: 136.6m, 속도: 20노트, 승객 수용 인원: 500명, 화물 용량: 270TEU동일본 페리에서 전세되어 2008 년 가나자와-부산 항로에 취항하여 같은 해에 퇴역하고 2010 년 쓰가루 해협 페리로 이전하여 "푸른 돌고래"로 사용되었다.
팬스타 써니 총 톤수: 26,847MT, 길이: 186.0m, 속도: 22.5노트, 승객 수용 능력: 683명, 화물 용량: 270TEU
2007 년에 출시되어 2009 년 China Ocean Transport Group에 매각되어 "Zhongyuan no Star"로 서비스되었다.

## 서비스

### 선내식사
천연 조미료만을 사용한 한식뷔페로 식사는 왕복 4끼 기준 사전 식사 결제 시, 28,000원이며, 매표소 현장 구매 시 32,000원이므로 사전에 미리 구매해두는 것이 좋다. 불고기, 게장, 스파게티, 카레, 튀김, 전, 젓갈 등 한국인들 입맛에 딱 맞는 메뉴 선정으로 밥이 매우 맛있는 편이다.

### 수하물
팬스타드림호의 경우, 객실 내 수하물 반입이 자유로워 항공기와 달리 수하물 제한이 거의 없다. 제한 없는 액체류와 일본 현지에서 구매한 각종 물건도 아무런 문제없이 실을 수 있다는 것이 큰 메리트이다. 엑스레이 기계를 통과하지 못하는 물건은 부산항국제여객터미널 1층 야외에 위치한 수하물장에서 별도 비용을 지불해야한다. 기본 20kg에 8,000원이며 파손위험, 크기 및 중량에 따라 금액이 결정된다.
쓰시마링크호의 경우, 안전하고 쾌적한 선내 환경 조성을 위해 핸드백, 카메라, 우산을 제외하고 3변의 합이 158cm 이하로 고객이 직접 선내에 반입할 수 있는 물품에 한해 한 사람 당 최대 3개의 수하물을 반입할 수 있다. 무료 반입 가능한 수하물은 2개까지이며, 3개 이상의 수하물은 추가 비용 10,000원이 부과된다.(4개 이상은 선내반입불가)

### 선내 면세점
선내에서는 발렌타인, 까발란 등 다양한 싱글몰트 위스키와 화장품 등 다양한 면세품을 전국 최저가로 판매 중이다. 일본 입국시 20만엔 한도 내 양주 3병, 한국으로 입국시에는 미화 800불 한도 내 양주 2병까지 면세로 휴대품 통관이 가능하다. 인터넷에서 상품가격을 비교하고 면세 범위내 쇼핑하면 여행 경비를 절감 할 수 있다. 팬스타 면세점에서 판매하고 있는 상품과 가격에 대한 상세한 정보는 인터넷 쇼핑몰에서 확인 수 있다.

### 차량 일시수출입
관광목적이며, 본인 및 가족소유의 승용차를 재반입 할 것을 조건으로 일시 수출입 하는 차 (가족의 승용차일 경우 등록 명의인의 인감증명서가 첨부된 위임장을 제출하여야 한다.)가족이라 함은 일시 출입국자 본인과 동일 세대를 구성하여 거주하는 배우자, 본인 및 배우자의 직계 존·비속과 형제자매를 말한다.)
자동차등록증상에 승용 또는 소형 승합차로 등록되어 있어야 하며, 9인승 이하의 차량에 한해 일시 수출입이 가능하다. 중형 승합 이상으로 등록되어있는 차는 일시 수출입을 할 수 없다.
법인등록차량, 캠핑카, 전기차, 플러그인 하이브리드 차량, 125cc이하의 이륜차 그외 직계가족 이외의 명의로 등록된 차량은 일시수출입의 진행이 불가하다.
수리목적의 차량은 정식 반출입 통관 절차에 의하여 통관하여야 한다.
차량 내 모든 짐은 없어야 하며 짐이 있을 경우 차량 수속이 불가능한 경우가 있으니, 차량 내 짐으로 인한 문제는 선사에서 일절의 책임을 질 수 없다.
예약은 출국 최소 2주일 전에 해야 하며 필요 서류를 구비하여 이메일로 전달해 주어야한다.
필요서류
여권 (사본 1매)
국제운전면허증 (사본 1매)
자동차등록증 (사본 1매)
자동차등록증서 (사본 1매)
자동차일시수출입 신고서 (원본 1매/ 출력하시어 해당사항을 기입하시고 반드시 날인하시어 전달 바란다.)
대리통관위임장 (원본 1매/ 출력하시어 해당사항을 기입하시고 반드시 날인하여 전달)
자동차가 운전자의 소유가 아닌 직계가족의 소유일 경우에는 위임장과 관계증명서류 (호적등본 및 인감증명서)

### Priority zone 및 카운터 운영
디럭스위트룸 이상 정가 구매 고객 대상으로 티켓 발권 시 전용 라인에서 빠른 발권을 받을 수 있으며, priority 카운터에서 승선 전 준비된 물과 음료와 함께 여유롭게 대기할 수 있다.

### 크루즈식 제공 및 우선 하선
디럭스위트룸 이상 정가 구매 고객 대상으로 스테이크, 계절 한정 메뉴 등 특별식이 제공되며 우선하선 서비스가 제공된다.

### 파라다이스 라운지 이용
디럭스스위트룸 이상 이용 승객에게는 승선 시 객실 키와 함께 파라다이스 라운지 입장 카드가 제공되며, 다과 및 음료가 제공되며, 북카페가 운영되고 있는 분위기 있는 파라다이스 라운지를 편하게 이용할 수 있다.

## 이용 꿀팁
승선 전
국가유공자, 장애등급 경증의 경우 여기서 20%, 장애등급 중증의 경우, 30% 할인된 가격에 승선 가능하며, 온라인 예약의 경우 5%의 할인이 추가로 가능하다. 그리고 홈페이지에서 얼리버드, 졸업/입학, 연말, 계절 등등 할인을 상당히 자주한다. 여행 계획을 세웠다면 홈페이지 확인하는 것이 좋다.
부산에서 출발하여 도착지는 오사카 국제 페리 터미널이다. 터미널과 가깝게 위치한 지하철역은 코스모스퀘어 역이며 팬스타에서 무료 셔틀을 운영하고 있다.
코스모스퀘어역 1층으로 나오면 세븐일레븐 편의점이 있어 마지막 일본 쇼핑은 여기서 마친 후 2층으로 올라와 팬스타에서 운영하는 무료 셔틀버스를 타고 가면 편리하다.
오사카 국제 페리 터미널 3층에는 휴게실 겸 전망대가 있어 디럭스 스위트룸 이상 이용 승객은 승선 전 이 곳에서 준비된 물과 차, 커피를 마시며 쾌적하게 대기할 수 있다.
오사카 금요일 출항은 17시이므로, 목요일 출발, 금요일 리턴 편을 이용하면 보통 동일 객실에 배정해주어 캐리어는 두고 내리고 간편하게 쇼핑을 즐기고 다시 배여행을 즐길 수 있다.
부산항국제여객터미널은 부산역에서 도보 10분 정도 소요되는데 구름다리로 이어져 이동이 매우 편하다. 공항과 다르게 시내에 위치하고 있어 접근성이 매우 좋다.
승선 후
식사 후에는 배 안에서 노래자랑, 공연, 마술쇼 등의 부대행사가 있다. 칸몬 대교, 아카시 해협 대교 등의 세토 내해 포인트를 지날때 안내해주므로 갑판에서 바깥 구경을 할 수도 있다.
로얄 스위트와 디럭스 스위트는 크루즈 존(Cruise Zone)이라는 이름의 고급 객실로 운영되며, 전용 고객 라운지를 이용할 수 있다.
선내 자판기에서 일본 음료수와 맥주를 구입할 수 있으며 엔화만 가능하다.
고급 객실은 오션뷰로 객실에서 바다가 보이며, 화장실과 샤워부스를 구비하고 있다. TV와 냉장고가 있으며 창가이므로 운항 중 한국/일본의 통신이 잡히기도 한다. 내측객실들은 철제구조물로 이뤄진 선실 안쪽에 있어 통신전파가 잘 닿지 않는다.
편의점의 경우, 모든 상품들의 가격표에는 대한민국 원으로 기재되어 있지만 일본 엔으로도 구매 가능하다. 환율은 원화, 엔화 1:1이다.
선내 사우나도 있으며, 탕 안에서 보는 일몰, 일출은 그야말로 장관이다. 수건은 개인 지참이 좋지만, 수건이 없으면 기프트샵에서 구매할 수 있다.
선내 면세점은 국내와 일본 현지에서도 구하기 힘든 위스키와 사케가 구비되어 있으며 주류 할인 이벤트도 자주 진행하고 있다. 일본에서 귀국 시 오사카 터미널에 면세점이 없으므로 주류 및 담배를 구매할 수 있는 유일한 기회이다.
선내 환전서비스도 가능하다. 시중 은행에서는 잘 안해주는 일본에서 쓰다 남은 동전까지 원화로 환전할 수 있다는게 큰 장점이다.
선내 로비 자판기 옆에 출입국 신고서와 세관 신고서가 구비되어 있어 일본 입국 전 미리 적어두면 입국 수속을 빨리 할 수 있다.

## 같이 보기
- 부산항여객터미널
- 오사카항
- 히타카쓰항
- 이즈하라항